# Evrazija
Evrazija je geografsko-geološki izraz za Evropo in Azijo kot enotno celino. Ima površino 55 milijonov kvadratnih kilometrov in približno 4,6 milijarde prebivalcev.
Beseda je združitev iz Evrope in Azije. Izraz upošteva dejstvo, da sta bila Evropa in Azija že od triasnega obdobja del sosednje kopenske mase, torej pred približno 250 milijoni let: deli superkontinenta Pangea, poznejša Lavrazija in danes Evrazija. Glavna celina je geološko sestavljena iz štirih velikih tektonskih plošč, od katerih je največja Evrazijska plošča, pa tudi več majhnih plošč in kratonov.

## Izraz in pomen
Ime Evropa kot lastna celina je zgodovinsko in kulturno pogojeno in sega v svetovnonazorstvo evropske antike.
V smislu kulturne zgodovine se Evrazija nanaša na prazgodovinsko kulturno območje evrazijske stepe, ki se razteza od Altaja preko Kazahstana, južne Rusije in Ukrajine do Donave. Madžarska Puszta je eksklava te vzhodnoevropske ravnine.
Kot Evrazijce med drugim omenjajo anglo-Indijce, potomce Britancev in Indijk.

## Notranja evrazijska meja

### Potek meje
Ker ni jasne morske meje, tako kot pri drugih celinah, ki je tudi geofizično in kulturno prepoznavna, je vsaka razmejitev med Evropo in Azijo stvar konvencije. V resnici ni mednarodnopravne opredelitve te meje.
Brezmejne meje med Evropo in Azijo so ožine Dardanele in Bospor, Črno morje in Kaspijsko jezero. Tudi severno od podaljška Urala ležeča ruska otoka Vajgač in Nova dežela sta na splošno dodeljena Evropi in sibirski otoki severovzhodno od Urala, Aziji. Nasprotno pa se pripadnost Dežela Franca Jožefa vidi drugače.
Na Uralu kot meji obstajata vsaj dve določitvi. Ena sledi Uralu, običajno tudi povodju. S številnimi spomeniki in mejnimi oznakami je kontinentalna meja označena na vzhodnem podnožju Urala, prehodu v Sibirijo.
Zlasti na območju med Kaspijskim jezerom in Črnim morjem ni enotne opredelitve. Deloma so Kerški preliv, Azovsko morje in približno 300 kilometrov severno od Kavkaza ležeče Kumo-maniško podolje veljali za mejo med celinama, ker je bilo na njihovem mestu nekoč priključeno sedanje Kaspijsko jezero s sedanjim Črnim morjem. Podobno Kavkaz, zlasti povodje med severnim in južnim bokom velja za mejo med Evropo in Azijo. V angleščini in francoščini ta definicija prevladuje. Tam določitev Kumo-maniško podolje kot jugovzhodna meja Evrope pogosto velja za posebno razlago ruskega carskega imperija (Kumo-maniško podolje je bila severna meja splošne vlade Kavkaza v Ruskem cesarstvu). Tudi v Sovjetski zvezi so nekateri geologi domnevno dajali prednost za razmejitev Kavkazu. V Veliki sovjetski enciklopediji do zadnje izdaje po Strahlenbergu ni bila zabeležena niti celinska meja. Glede na to, kateri nastavitvi sledi, je Elbrus, najvišja gora Kavkaza, v prvem primeru v azijskem delu, v drugem primeru v evropskem delu, in bi bil najvišja gora v Evropi.
Na Egejskem morju ni jasne razmejitve. Medtem ko je bil Egej in njegov otoški svet nekdaj prehod z ene celine na drugo, je bila od 20. stoletja skupna politična meja med Grčijo in Turčijo in meja med Evropo in Azijo v sedanji obliki od leta 1923 / 47, čeprav so številni grški otoki bližje obali Male Azije kot grški celini.

### Zgodovina poteka meje
Za notranjo evrazijsko mejo geografsko ni nobene posebnosti. Prvotno pa so stari Grki ( Herodot) Bospor in Kavkaz smatrali za mejo Evrope, v srednjem veku pa sta Bospor in reka Tanais (Don) ločila Evropo od Azije (glej na primer Jordanes ali Snorri Sturluson). Zadnja uradno priznana meja je Philippa Johana von Strahlenberga iz prve polovice 18. stoletja; poteka skozi Kumo-maniško podolje, severno od Kavkaza, nato skozi Azovsko morje in Kerški preliv (Cimmerian Bosphorus) do Črnega morja. Natančna razmejitev na območju med Donom in Kavkazom je bila že stoletja sporna. Ko je ruski car naročil Strahlenbergu, je njegovo mejno določitev leta 1730 priznala carjeva hiša in jo je sprejela znanost. Poleg tega je od sodobnega časa - začenši z Vasilijem Tatiščevom, geografom Petra Velikega - postalo naravno, da različni geografski, zgodovinski in družbeni vidiki obravnavajo oba Urala (gore in reko) kot vzhodno mejo Evrope. Predhodni rezultati ekspedicije Ruskega geografskega društva v Kazahstan aprila / maja 2010 so pokazali, da meja med Evropo in Azijo ob reki Ural nima zadostne znanstvene podlage. Težava je v tem, da južni Ural odstopa od svoje osi in je razdeljen na več delov. Gore se postopoma izravnavajo in izgubljajo na pomenu kot geografska meja. Reki Ural in Emba (ki sta po besedah Strahlenberga veljali tudi za obmejni reki, glej črto A) kot dodatno geografsko mejo, imata malo smisla, saj je teren podoben na obeh straneh rek, tudi bivalne in gospodarske površine reki ne delita. Rezultat ekspedicije je bil predlagana razmejitev jugovzhodno od črte A: južni del meje sega od južnega Urala do gorovja Mugarsar (Kazahstan, Aqtöbe), nato vzdolž južnega roba Kaspijske depresije, kjer se konča vzhodnoevropska ravnina. Kaspijska depresija je nastala pred milijoni let, ko je Kaspijsko morje izpralo zahodna pobočja Ustjurtske planote. Po mnenju znanstvenikov naj bi to mejo geoloških formacij obravnavali kot mejo med Evropo in Azijo. Enakost imen Uralskih gora in reke Ural obstaja šele od vladavine Katarine II., ki je preimenovala reko, imenovano prej Jaik, verjetno tudi za brisanje spomina na Pugačovsko vstajo, med katero so se v rečni regiji odvijali obsežni boji.

## Geologija
Evrazija je nastala pred 375 do 325 milijoni let s pripojitvijo Sibirije, Kazahstanije (Kazahstanski blok, danes del Kazahstana, severovzhodnega Uzbekistana, severnega Kirgizistana, jugozahodne Kitajske) in Baltice (paleokontinent, ki se je oblikoval v paleoproterozoiku in zdaj predstavlja Evropo severno od vseevropske cone šiva in zahodno od Uralskih gora. Debelo jedro Baltice, vzhodnoevropskega kratona, je staro več kot tri milijarde let in je bilo del superkontinenta Rodinia z c. 1 Ga), ki se je pridružila Lavrentiji, zdaj Severni Ameriki, da bi oblikovala Evrameriko. Kitajski kratoni so trčili v južno obalo Sibirije.

## Zgodovina
Evrazija je bila gostiteljica mnogih starodavnih civilizacij, vključno s tistimi s sedežem v Mezopotamiji, dolini Inda in na Kitajskem. V aksialni dobi (sredi 1. tisočletja pred našim štetjem) se je skozi Evrazijsko subtropsko območje od Atlantika do Tihega oceana bil neprekinjen pas civilizacij. Ta pas je za 2. tisočletji postal glavni tok svetovne zgodovine.